# Anolis cyanostictus
Anolis cyanostictus (санто-домінгський зелений аноліс) — вид ігуаноподібних ящірок родини анолісових (Dactyloidae). Ендемік Домініканської Республіки.

## Поширення і екологія
Санто-домінгські зелені аноліси мешкають в околицях міста Санто-Домінго. Вони живуть в тропічних лісах, на висоті до 100 м над рівнем моря.